# Jiří IV. Drašković
Jiří IV. Drašković z Trakošćanu (chorvatsky Juraj IV. Drašković, maďarsky trakostyáni Draskovich IV. György, 14. května 1599, Nové Zámky – 26. listopadu 1650 Vídeň) byl chorvatsko-maďarský kněz a slavný řečník z chorvatského šlechtického rodu Draškovićů.

## Život a činnost
Narodil se jako syn chorvatského bána Jana II. Draškoviće a jeho manželky Evy Istvánfiové, nejstarší dcery slavného historika. Měl bratr Jana III.
19. října 1618 jej štýrskohradecký kardinál Péter Pázmány poslal do Říma na studia filozofie do Collegia Germano-Hungarica.
3. září 1622 se vrátil do vlasti a stal se kanovníkem v Ostřihomi. 18. července 1628 byl jmenován do funkce biskupa v Pécsi, poté 24. října 1630 biskupem ve Vacově a proboštem v Bratislavě a nakonec, v roce 1635 se stal biskupem v Györu.
V posledních letech svého života se dostal do vážného sporu se svou kapitulou, která ho obviňovala před králem a parlamentem. V roce 1647 bylo zákonem stanoveno, že spor bude řešit ostřihomský arcibiskup a uherský primas.
Ve své závěti odkázal 60 000 forintů církvi, pro jezuitská kolej s gymnáziem v Šoproni založené v roce 1636, 10 000 zl., pro záhřebský klášter klarisek 20 000 a těm, „kteří mohli být v životě poškozeni“, odkázal dalších 10 000 forintů.

## Spisy
- Philosophia. Graecii, 1618.
- Oratio ad clerum habita in Synodo Tyrnaviensi… anno 1629. (Acta et Decreta Synodi diaecesanae Strigoniensis. Posonii, 1629)
- Menybe Vitetett Boldogságos Szüz Mária Congregatziójának, Melly,… 1615-dik esztendőben fundáltatott… Eredete: Regulái: Búcsúi.. Příloha k věrouce v době přijetí: a některé slavnostní modlitby a litanie. Nagy-Szombat 1710. (Napsáno latinsky v roce 1628, přeložil do maďarštiny biskup Balázs Jaklin, nitranský biskup, publikováno v Nagy-Szombatu v roce 1684, nyní s některými změnami Istvána Illyése, velkoprobošta ostřihomského)
- Narratio Translationis corporis S. Joannis Eleemosynarii. Viennae, 1632.
- V roce 1636 vydal též sborník pro své farnosti.

O jeho vědeckém vzdělání a výmluvnosti svědčí latinský projev, který jménem Petra Pázmánye adresoval shromáždění duchovních při zahájení zemské rady v roce 1629.

### Prameny
- Szinnyei József: Magyar írók élete és munkái II. (Caban–Exner). Budapest: Hornyánszky. 1893.
- Ivan Hojsak – „Genealogie rodiny Draškovićů“ Varaždin 2004, ISBN 953-6775-76-X

### Sekundární literatura
- Gulyás Pál: Magyar írók élete és munkái – új sorozat I–XIX. Budapest: Magyar Könyvtárosok és Levéltárosok Egyesülete. 1939–2002.
- Győri Életrajzi Lexikon. Szerk. Grábics Frigyes, Horváth Sándor Domonkos, Kucska Ferenc. Győr, Győr Városi Könyvtár, 1999.
- Győri életrajzi lexikon. 2., átdolg. kiadás. Szerk. Grábics Frigyes, Horváth Sándor Domonkos, Kucska Ferenc. Győr, Galgóczi Erzsébet Városi Könyvtár, 2003.
- Magyar Katolikus Lexikon. Főszerk. Diós István. Szerk. Viczián János. Bp., Szent István Társulat, 1993–.
- Pécs lexikon. Főszerk. Romváry Ferenc. Pécs, Pécs Lexikon Kulturális Nonprofit Kft., 2010.
- Új magyar életrajzi lexikon. Főszerk. Markó László. Bp., Magyar Könyvklub.